# Qaracalar
Qaracalar är en ort i Azerbajdzjan.   Den ligger i distriktet Saatlı Rayonu, i den centrala delen av landet, 150 km väster om huvudstaden Baku. Antalet invånare är 976.
Terrängen runt Qaracalar är mycket platt. Runt Qaracalar är det ganska tätbefolkat, med 72 invånare per kvadratkilometer.. Närmaste större samhälle är Saatlı, 8,3 km nordost om Qaracalar. 
Trakten runt Qaracalar består till största delen av jordbruksmark.